# Weekly Shōnen Magazine
El Shōnen Magazine (少年マガジン) és una de les revista recopilatòries de manga més llegides del Japó. En realitat són dues revistes, una mensual i una altra setmanal. La revista setmanal es ven a raó d'uns 4 milions d'exemplars cada setmana, només per darrere de la revista Shonen Jump en el mercat de les revistes de manga.
En ella s'han publicat moltes obres que posteriorment tindrien molt d'èxit en el format tankōbon (toms de 200 pàgines). La Shonen Magazine està orientada als nois adolescents.
Llista de títols de manga publicats a la revista Shonen Magazine:
- Tetsujin 28-gō (1956)
- Hajime no Ippo (1990 -)
- Great Teacher Onizuka (1997-2002)
- Love Hina (1999?)
- Rave (1999-2005)
- Samurai Deeper Kyo (2001-2006)
- Groove Adventure Rave (2002)
- Get Backers (2002 -)
- Negima
- School Rumble
- Tsubasa Reservoir Chronicle
- Fairy Tail
- Tantei Gakuen Q (2002-2005)
- Yankee-kun to Megane-chan